# Louis Saalborn

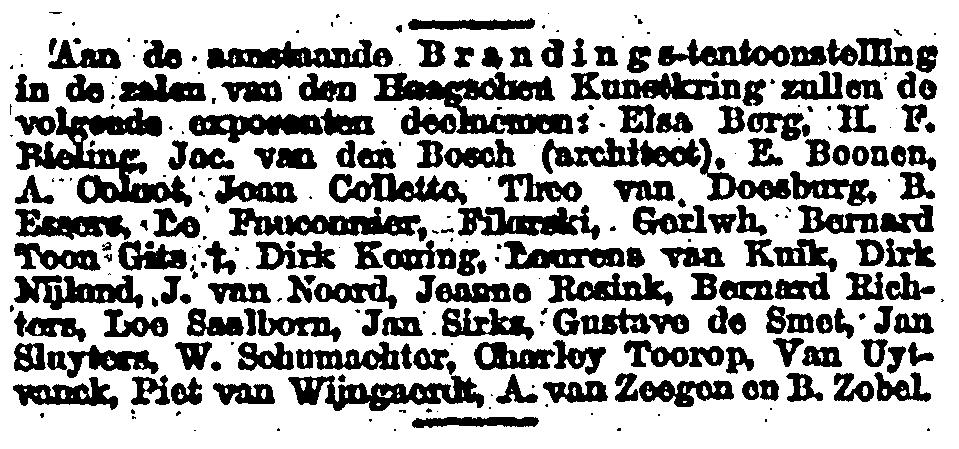
Article du journal NRC annonçant l'exposition De Branding, en 1918, où figurent Louis Saalborn et Theo van Doesburg.

Louis Saalborn (Louis Alexander Abraham Zaalborn, né le 13 juin 1891 à Rotterdam et mort le 18 juin 1957  à Amsterdam) est un réalisateur, acteur, peintre et musicien néerlandais.

## Biographie
Louis Saalborn fut l'un des pionniers de l'art abstrait et fit des expositions avec Erich Wichmann (nl) et Theo van Doesburg.
Père de l'actrice Liane Saalborn (nl), Louis Saalborn est enterré au De Nieuwe Ooster (nl), à Amsterdam.

## Filmographie partielle
- 1934 : Op hoop van zegen d'Alex Benno.
- 1935 : Het mysterie van de Mondscheinsonate de Kurt Gerron

## Source de la traduction
- (nl) Cet article est partiellement ou en totalité issu de l’article de Wikipédia en néerlandais intitulé « Louis Saalborn » (voir la liste des auteurs).